# Roland Schoeman
Roland Mark Schoeman (Pretória, 3 de julho de 1980) é um nadador sul-africano, campeão olímpico nos Jogos de Atenas em 2004.

## Carreira
Schoeman se aventurou seriamente em uma piscina quando tinha 16 anos, a fim de mostrar para uma mulher seu interesse nela. Dentro de alguns meses ele foi nadar competitivamente, começando uma carreira que iria vê-lo atingir um medalha de ouro, duas pratas e um bronze nos Jogos da Commonwealth e estabelecer novos recordes sul-africanos nos 100 metros livres (48s69), 50 metros livres (22s04), 100 metros borboleta (52s73) e 50 metros borboleta (23s65s).
Suas últimas conquistas foram uma medalha de ouro nos 4 x 100 m livres, uma medalha de prata nos 100 m livres e um bronze nos 50 m livres nas Olimpíadas de 2004 em Atenas.
Schoeman foi votado o Atleta Masculino da África de 2004.
No Campeonato Mundial de Esportes Aquáticos de 2005 em Montreal, Canadá, ele ganhou duas medalhas de ouro: 50 m borboleta (recorde mundial de 22s96) e 50 m livre (21s69, o segundo tempo mais rápido da história). Ele também obteve uma prata nos 100m livre.
Em dezembro de 2005, Schoeman recusou oferta de 40 milhões de rand (5,9 milhões de dólares) para virar um nadador do Catar. Ele afirmou motivos de orgulho nacional para recusar a oferta.
Em 12 de agosto de 2006, Schoeman quebrou o recorde mundial dos 50 m livres em piscina curta, e se tornou o primeiro homem a nadar a distância em 21 segundos, com um tempo de 20s98. Schoeman baixou a marca anterior de Frédérick Bousquet em 0,12s.
No Campeonato Mundial de Esportes Aquáticos de 2007 em Melbourne, Austrália, ele defendeu com sucesso seu título nos 50 m borboleta. Ele fez também a final dos 50m e 100m livre e fez parte da 4x100 m livres que terminou em quarto lugar. Em 6 de setembro de 2008, Roland Schoeman estabeleceu um novo recorde mundial de 20s64 nos 50 m livres em piscina curta.